# Ерг
За пустинната форма със същото име вижте Ерг (земна форма).
Ерг (означение erg) е единица за енергия и механична работа в системата CGS. Името е от гръцки: ἔργον – „работа“.
1 erg е равен на работата, извършвана от сила 1 dyn при преместването на точката на прилагане на силата на разстояние 1 cm по направление на действието на силата.
В основните единици от системата CGS един ерг е равен на един грам по сантиметър на квадрат за секунда на квадрат (g·cm²/s²). Изразен чрез единицата от SI джаул, един ерг е равен на 10-7 J (100 nJ).